# Notopteris
Notopteris és un gènere de ratpenat del grup dels megaquiròpters. Els membres d'aquest tàxon viuen a Melanèsia, més concretament a Fiji, Nova Caledònia i Vanuatu.
El gènere conté les espècies següents:
- Ratpenat frugívor cuallarg (Notopteris macdonaldi)
- Ratpenat frugívor de Nova Caledònia (Notopteris neocaledonica)